# Кипиани, Вахтанг Теймуразович
Вахтанг Кипиани (укр. Вахтанг Кіпіані, груз. ვახტანგ ყიფიანი) — украинский журналист. Главный редактор проектов «Владометр» и «Историческая правда». Заслуженный журналист Украины (2005).

## Биография
Родился 1 апреля 1971 года в Тбилиси.
С 1978 по 1980 год учился в школе № 6 в Новороссийске. С 1981 по 1982 год учился в средней школе № 119 в Киеве, с 1982 по 1988 год — в средней школе № 120. С 1989 по 1994 год учился на историческом факультете Николаевского государственного педагогического института по специальности «учитель истории и правоведения». (недоступная ссылка) (недоступная ссылка)
В октябре 1990 года участвовал в студенческой голодовке на площади Октябрьской революции (ныне Майдан Незалежности) в Киеве. В марте 1991 года основал и стал первым главой николаевского филиала Украинского студенческого союза (впоследствии — Союза украинского студенчества). С 1992 по 1994 год занимал должность главного редактора газеты Николаевской областной организации УРП «На страже».
С 1993 по 1995 год преподавал в Николаеве в Украинской педагогической гимназии № 5.
С июня 1994 по март 1995 года был редактором, ведущим и автором программ на телеканале «Николаев». С марта 1995 по май 1996 года был корреспондентом «Новой николаевской газеты», корреспондентом «ННГ» в Киеве, внештатным обозревателем редакций «УНИАН-политика» и «УНИАН-общество».
С мая 1996 по май 1997 года проходил срочную военную службу в Вооружённых силах Украины в Центральной телерадиостудии Министерства обороны Украины. Получил звание младший сержант запаса.
С июня 1997 по июль 1998 года был корреспондентом отдела политики и парламентским корреспондентом газеты «Украина молодая». С июля 1998 по март 1999 года занимал должность выпускающего редактора в ЗАО «Новый канал». С марта по ноябрь 1999 года был главным редактором информационно-аналитической группы и редактором ежедневной телепрограммы «Вопрос дня», ТО «Телефабрика». С декабря 1999 по ноябрь 2001 года был обозревателем отдела политики газеты «Киевские ведомости».
С ноября 2001 по сентябрь 2004 года был выпускающим редактором информационной программы «ТСН» в «Студии „1+1“». С лета 2002 по сентябрь 2005 года был главным редактором и ведущим программы «Двойное доказательство» в «Студии „1+1“». С октября 2005 по май 2006 года был выпускающим редактором программы «Одна неделя» на телеканале К1.
С июня 2006 по июль 2007 года занимал должность главного редактора журнала «Еженедельник Фокус».
С июля 2007 по май 2008 года был шеф-редактором проекта «Великие украинцы» на телеканале «Интер». После обнародования результатов голосования заявил о том, что они сфальсифицированы.
С января 2009 года руководил проектом «Первая сотня» в еженедельнике «Главред». С февраля 2009 года был заместителем главного редактора телеканала ТВі. С декабря 2009 по январь 2010 года был ведущим проекта «Украинская рулетка» (укр. Українська рулетка) на телеканале «Первый национальный».
С сентября 2010 года — главный редактор проекта «Владометр». С октября — главный редактор «Исторической правды» (укр. Історична правда) — дочернего проекта «Украинской правды».
В мае 2019 года выпустил книгу «Справа Василя Стуса».

## Членство в партиях
С 1990 по 1992 год был членом Народного руха Украины, с 1990 по 1996 — членом Украинской республиканской партии.
С 2005 по 2007 год был членом гражданской партии «Пора».
По утверждению В. Т. Ланового, на украинских парламентских выборах-2012 В. Кипиани предлагала поддержку на округе партия Виталия Кличко «Удар», что, однако, не сложилось.

## Достижения и награды
- Лауреат конкурса на лучшую публикацию в прессе об украинском правозащитном движении в СССР («Фонд памяти Олексы Тихого», май 2001 года).[2][4]
- Лауреат конкурса публицистических статей имени Вячеслава Черновола (Николаев, декабрь 2002 года).[2][4]
- Лауреат II Всеукраинского журналистского конкурса «Медиа про Медиа — 2004» (Центр медиареформ, при содействии правительства Великобритании, март 2005 года).[2][4]
- Заслуженный журналист Украины (август 2005 года).[2][4]
- Награда НРУ «За заслуги перед украинским народом» II степени (сентябрь 2005 года).[2][4]
- Премия имени Александра Кривенко «За продвижение в журналистике» (Львов, май 2007 года).[2]
- Награда имени Степана Бандеры (Ивано-Франковский областной совет, январь 2010 года).[2]
- Премия Георгия Гонгадзе (2019)

## Увлечения
C 1984 года коллекционирует газеты и предвыборные материалы (в коллекции более 30 тысяч единиц).
С 1989 по 1995 год играл в КВН в составе сборной Николаева «Дети Прибужья».
Интересуется историей самиздата, диссидентского движения, устного народного творчества и политического экстремизма.

## Семья
Жена Татьяна, дочь Тамара, сыновья Иларион и Давид.